# 임기정
임기정(1968년 9월 19일 ~ )은 쌍방울 레이더스의 전 야구 선수다.

## 출신 학교
- 전주고등학교
- 고려대학교

## 같이 보기
- 1990년 쌍방울 레이더스 시즌